# Business Development Engineer
Business Development Engineer, (BDE), uddannelsen blev oprette i 1999 ved Handels- & Ingeniørhøjskolen (HIH) i Herning, og er en tværfaglig ingeniøruddannelse med sigte på forretningsskabelse gennem udvikling af nye produkter og forretningsideer samt varetagelse af de funktioner, der knytter sig til forretnings- og produktudviklingsfunktionen. 
Uddannelsen integrerer naturvidenskabelige og tekniske fag med ledelse, motivation, sourcing, økonomi, markedsføring, design og personlig udvikling.
Uddannelsens varighed er 4½ år, hvoraf de første tre år er basis medens sidste halvandet år er en specialiseringsdel med ingeniørpraktik, udlandsophold som praktikant, trainee eller studerende, specialestudie og afgangsspeciale. 